# جاك ريتشاردسون (سياسي)
جاك ريتشاردسون (بالإنجليزية: Jack Richardson)‏ هو سياسي أسترالي، ولد في 23 سبتمبر 1921 في أستراليا، وتوفي في 3 يونيو 2011 في سيدني في أستراليا. حزبياً، نشط في حزب العمال الأسترالي. وقد انتخب عضو الجمعية التشريعية نيو ساوث ويلز.